# Остервейк, Мария ван
Мария ван Остервейк (нидерл. Maria van Oosterwijk; 27 августа 1630, Нотдорп близ Делфта — 12 ноября 1693, Эйтдам) — нидерландская художница эпохи барокко, мастер натюрморта.

## Жизнь и творчество
Мария была дочерью протестантского священника Якоба ван Остервейка (1597—1674), третьей из четырёх детей в семье. Оба её родителя были родом из Делфта. После смерти матери Остервейки переезжают в Ворбург, где отец Якоб возглавляет приход. Мария ещё в детстве проявила талант к рисованию, и отец отправляет её в обучение к писавшему преимущественно натюрморты художнику Яну Давидсу ван Хему (1606—1684). Мастерство ван Хема оказало на творчество Марии ван Остервейк огромное влияние. Как и её учитель, она пишет натюрморты, как правило состоящие из цветов.
В 1658 году брат Марии, Ламберт, переезжает в Лейден, где изучает теологию. Художница следует вслед за ним, в немалой степени потому, что в Лейдене проживают практически все её родственники. Затем, с мая 1660 года, Мария три года проводит в Утрехте, а с середины 1666 живёт и работает в Амстердаме. Здесь она знакомится с известным художником, мастером натюрморта Виллемом ван Алстом, который помог ей добиться международной известности. Благодаря знакомству с ван Алстом полотна Марии увидел и высоко оценил великий герцог Тосканский Козимо III Медичи, признавший в декабре 1667 года, что её натюрморты по меньшей мере так же хороши, как и работы ван Алста.
В Амстердаме, в мастерской ван Алста Мария ван Остервейк также знакомится и заводит дружбу с художницей Гертье Питерс (1665—1735). Мария в этот период пишет исключительно натюрморты из цветов и фруктов, которые быстро находят покупателей по приличной цене. В 1689 году она оставляет живопись. Примерно в это же время художник Михиль ван Мюссер пишет её портрет под названием «Портрет-аллегория Марии ван Остервейк», на которой увенчивает «королеву натюрморта» лавровым венком.
После того, как художница распродала значительную часть своего творческого наследия, она в 1690 году селится в доме своего племянника Якоба ван Ассендельфта, сына её сестры Гертрут и с 1688 года — пастора в Эйтдаме.
В настоящее время известны приблизительно 25 полотен, созданных Марией ван Остервейк. В вышедшей в 1720 году биографии художницы сообщается, что работала она очень медленно и создала относительно немного картин, за которые тем не менее выручала более чем по сто гульденов, что сделало Марию одной из наиболее высокооплачиваемых голландских художников своего времени. Работы её приобретались и европейскими монархами — императором Леопольдом I, королём Франции Людовиком XIV, королём Польши Яном Собесским, штатгальтером Нидерландов и др. Полотна Марии ван Остервейк можно увидеть в крупнейших музеях Санкт-Петербурга, Вены, Дрездена, Лондона, Праги, Флоренции и др.
Натюрморт типа «суета сует» Марии ван Остервейк был продан на аукционе Лемперц (Auktionshaus Lempertz) весной 2005 года за 256 тысяч евро.

## Галерея
- Суетной натюрморт
- Цветы и фрукты (1670-е годы)
- Ваза с цветами
- Тюльпаны и розы (1669)
- Натюрморт с цветами